# Dance You Off
Chansons représentant la Suède au Concours Eurovision de la chanson
I Can't Go On
(2017) Too Late for Love
(2019)
Dance You Off (« Danser pour t'oublier ») est une chanson interprétée par le chanteur suédois Benjamin Ingrosso. Elle est sortie le 24 février 2018.
C'est la chanson représentant la Suède au Concours Eurovision de la chanson 2018 après avoir remporté le Melodifestivalen 2018, la sélection nationale suédoise. Elle est intégralement interprétée en anglais, et non en suédois, le choix de la langue étant libre depuis 1999.

## Concours Eurovision de la chanson
Le 10 mars 2018, Dance You Off a remporté le Melodifestivalen 2018, la sélection nationale et sera ainsi la chanson représentant la Suède au Concours Eurovision de la chanson de 2018.
Lors de la deuxième demi-finale le 10 mai 2018, Dance You Off est la 15e chanson interprétée sur 18 suivant Funny Girl de la Lettonie et précédant Inje du Monténégro. Elle s'est qualifiée pour la finale en se classant deuxième parmi les dix chansons les mieux classées.
Dance You Off est la 20e chanson interprétée lors de la finale, le 12 mai 2018, après My Lucky Day de la Moldavie et avant Viszlát nyár de la Hongrie. À l'issue de la soirée, la chanson s'est classée 7e sur 26 avec 274 points, incluant 253 points des jurys et 21 points des télévotes.

## Liste des pistes
| 1. | Dance You Off | 3:02 |

| 1. | Dance You Off            | 3:02 |
| 2. | Dance You Off (Extended) | 3:42 |
| 3. | One More Time            | 3:03 |
| 4. | Do You Think About Me    | 3:12 |

## Classements et certifications

### Classements hebdomadaires
| Classement (2018)               | Meilleure position |
| ------------------------------- | ------------------ |
| Belgique (Flandre Ultratip 100) | 51                 |
| Écosse (OCC)                    | 80                 |
| Espagne (PROMUSICAE)            | 69                 |
| France (SNEP)                   | 78                 |
| Grèce Digital Singles (IFPI)    | 65                 |
| Islande (RÚV)                   | 15                 |
| Pologne (ZPAV)                  | 35                 |
| Royaume-Uni (UK Download Chart) | 61                 |
| Suède (Sverigetopplistan)       | 2                  |

### Certifications
| Région                                                                                                 | Certification | Ventes/Streams |
| --- | ------------- | -------------- |
| Suède (GLF)                                                                                            | Platine       | 40 000^        |
| *Ventes selon la certification ^Mise en rayon selon la certification xNon précisé par la certification |               |                |

## Historique de sortie
| Région / Pays | Date            | Format                   | Label           |
| ------------- | --------------- | ------------------------ | --------------- |
| Monde entier  | 24 février 2018 | Téléchargement numérique | TEN, Sony Music |
| Suède         | 24 février 2018 | CD single                | TEN, Sony Music |